# Yazid Mansouri
Yazid Mansouri (arab. يزيد منصوري, ur. 25 lutego 1978 w Revin, Francja) – algierski piłkarz grający na pozycji defensywnego pomocnika.

## Życiorys
Karierę rozpoczął we francuskim Le Havre AC w sezonie 1997/1998. W Le Havre grał przez 6 sezonów. Po sezonie 2002/2003 odszedł do drugoligowego angielskiego Coventry City. W 2004 został piłkarzem francuskiego LB Châteauroux (2 liga). W latach 2006–2010 grał w FC Lorient. W późniejszym okresie był również piłkarzem Al-Sailiya i CS Constantine.

## Statystyki
Ligue 1: 161 meczów, 1 gol
Ligue 2: 113 meczów, 4 gole
Coca-cola Championship (2 liga): 14 meczów, 0 goli
Europejskie puchary: 5 meczów, 0 goli